# Rachetragödie
Die Rachetragödie ist eine spezifische Form der Tragödie, in deren Zentrum die Rache des Protagonisten für ein tatsächliches oder vermeintliches Unrecht steht.
Der Begriff der Rachetragödie (revenge tragedy) wurde erstmals um 1900 von dem amerikanischen Shakespeare-Forscher Ashley Horace Thorndike verwendet, um eine genrespezifische Gruppe von Dramen aus der spätelisabethanischen und jakobäischen Epoche zwischen 1580 und 1620 zu klassifizieren, die sich eine spezielle Form der klassischen antiken Tragödie zum Vorbild nehmen.
Während bei dieser sich das Tragische im Wesentlichen aus der so genannten „Fallhöhe“ des adligen tragischen Helden ergibt, beschäftigt sich die elisabethanisch-jakobäische Rachetragödie vornehmlich mit dem Problem, ein Unrecht zu sühnen, ohne selbst unrecht zu handeln. Der Held scheitert an der Unauflösbarkeit dieses Widerspruchs: Um der Gerechtigkeit zum Siege zu verhelfen, muss er – nun selbst schuldig geworden – bei der Ausführung der Rache sterben.

## Blütezeit des Genres im England des späten 17. und frühen 18. Jahrhunderts
Die Rachetragödie gehörte zu den beliebtesten Dramentypen auf englischen Bühnen im späten 16. und frühen 17. Jahrhundert. Dabei wurde die Handlung auf der Grundlage des Rachemotivs konstruiert und der Rächer handelt zumeist gegen den Widerstand der Gesellschaft, mitunter auch im Konflikt mit dem eigenen Gewissen.
Die Popularität dieser Dramenform im elisabethanischen Theater fußt insbesondere auf dem damaligen Publikumsinteresse an den widersprüchlichen Auffassungen zur Problematik der privaten Rache.
War die Blutrache im anarchischen Zeitalter der Rosenkriege noch weithin üblich und gesellschaftlich allgemein akzeptiert, so wuchsen in der Folgezeit die Widerstände von Seiten der Kirche. Gleichzeitig wurde die private Rache vom erstarkenden Zentralstaat im 16. Jahrhundert als Verletzung seines Gewaltmonopols und Gefährdung der öffentlichen Ordnung gesehen.
Im Gegensatz zu der immer eindeutiger werdenden offiziellen Verurteilung der privaten Rache war jedoch vor allem in Adelskreisen, die in einer Tradition jahrhundertelanger eigener Rechtsausübung standen und Rache als eine Ehrensache begriffen, ein Rachekodex verbreitet, in dem in bestimmten Konstellation die Blutrache als eine normative Verpflichtung galt. Eine solche Pflicht zur Blutrache bestand nach dieser Vorstellung insbesondere dann, wenn staatliche Instanzen sich weigerten oder nicht in der Lage waren, ein Verbrechen zu sühnen. Auch wenn es nicht möglich war, eindeutige Beweise für ein Verbrechen zu erbringen, wurde für den Rächer ein besonderes Verständnis gezeigt, wenn er sich verpflichtet fühlte, den Mord an einem nahen Blutsverwandten, seiner Ehefrau, seiner Geliebten oder einem engen Freund zu rächen.

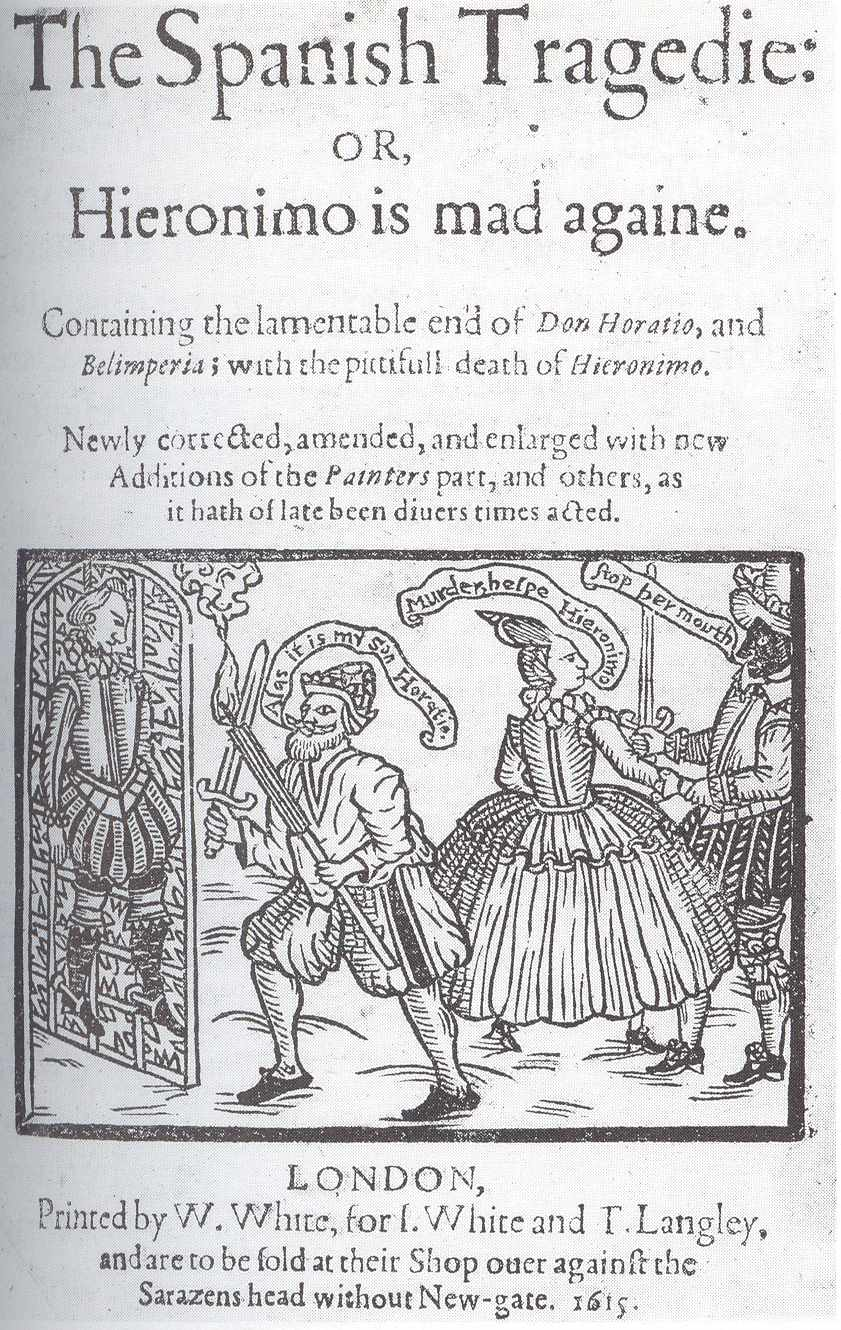
Thomas Kyd: The Spanish Tragedy, Titelseite des Quarto Nr. 7 (Q7) von 1615.

Das spezifische Handlungsmuster dieser elisabethanischen Form der Rachetragödie mit einer ambivalenten Einschätzung der Rache, dem auf Rache sinnenden Geist als Chor und dem „Spiel im Spiel“ zur Entlarvung des Mörders wurde erstmals von Thomas Kyd mit seinem Stück The Spanish Tragedie entwickelt, das zwischen 1582 und 1592 entstand. Die besondere bühnen- und gattungsgeschichtliche Bedeutung dieses Werkes findet ihren Ausdruck nicht nur in den zehn Druckauflagen des Werkes zwischen 1592 und 1633, sondern ebenso in zahllosen Bearbeitungen und intertextuellen Anspielungen, Übernahmen oder Verweisen in anderen Stücken verschiedener Verfasser der damaligen Zeit.
Die stilbildende Wirkung von Kyds Modell auf nachfolgende Rachetragödien zeigt sich vor allem in dramatischen Motiven und strukturellen Elementen wie dem Auftritt eines zur Rache mahnenden Geistes, der raffiniert eingefädelten Intrige und Täuschung bei der Umsetzung der Rache, dem zögerlichen Handeln des Rächers, dem Spiel im Spiel, dem Wahnsinn aus unerträglichem Schmerz, dem nur vorgetäuschten Wahnsinn, dem Typ des machiavellistischen Schurken als Gegenspieler des Protagonisten oder dem sühnenden Selbstmord des Rächers, die – von Kyd teilweise aus der italienischen Novellenliteratur übernommen – dann zu etablierten Konventionen der elisabethanischen Rachetragödie wurden.
Besonders wirkungsvoll ist in Kyds Spanischer Tragödie darüber hinaus der schnelle Wechsel in der Handlung zwischen sensationellen, aktionsgefüllten Szenen und verweilenden, von düsterer Stimmung oder Vorahnung gezeichneten Szenen. Auch die Verknüpfung des Rachemotivs und der dazu gehörenden Gewalttaten mit dem Motiv der romantischen Liebe kennzeichnet die exemplarische Gestaltungsform der Kydschen Rachetragödie.
Damit gelingt Kyd im Vergleich zu früheren Versuchen einer Dramatisierung des Rachemotivs im schematischen Rahmen der Moralitätenstruktur erstmals die volle Ausschöpfung des dramatischen Potentials dieser neuen Tragödienform. In prototypischer Weise enthält Kyds Werk bereits alle charakteristischen Elemente des neuen Genres: Zu Beginn oder vor Anfang des Handlungsgeschehens wird ein Mord begangen, der aus unterschiedlichen Gründen ungesühnt bleibt. Der Protagonist des Dramas steht in einem engen Verhältnis zum Mordopfer; zumeist als einziger erhält er Kenntnis von dem Verbrechen, das in einem Zusammenhang verübt wurde, in dem es aus den unterschiedlichsten Gründen nicht möglich ist, Sühne für das Geschehene zu erlangen. Auf diesem Hintergrund entsteht für den Protagonisten die Verpflichtung, selber Rache zu üben, um die Gerechtigkeit wiederherzustellen. Mit dieser Verpflichtung verändert sich sowohl die Persönlichkeit des Protagonisten als auch sein Verhältnis zu den übrigen Figuren des Dramas. Die Racheproblematik kann eine Deformation der psychischen Struktur und Einschränkung bzw. Außerkraftsetzung der kritischen Urteilsfähigkeit des Protagonisten bis hin zum Wahnsinn bewirken, da die moralische Verpflichtung zur Blutrache nach den geltenden sozialen Normen und Wertvorstellungen nicht mehr eindeutig ist. Mit der Kenntnis der Tat und Entscheidung zur Rache trotz eines Wertekonflikts isoliert sich der Protagonist zunehmend. Dies zwingt ihn zu List und Verstellung, da er keine soziale Unterstützung erhält, sondern mit gesellschaftlichem Widerstand rechnen muss.
Ein solches Grundmuster der Rachetragödie ermöglicht in der weiteren Entwicklung eine ungewöhnliche Vielzahl von dramatischen Variationen. So kann beispielsweise die Rachehandlung in unterschiedlichste soziale Milieus verlagert und durch Parallelhandlungen nahezu unbegrenzt erweitert werden. Ebenso können die sozialen oder emotionalen Beziehungen zwischen den handlungsentscheidenden Dramenfiguren des Mordopfers, des Rächers und des Racheopfers variiert werden. Durch effektvolle Ausgestaltung oder Steigerung der Grausamkeiten in der Racheausübung konnte das bestehende Publikumsbedürfnis nach drastischen Bühnenaktionen befriedigt werden; ebenso konnte die Figur des Rächers sowohl als Held wie auch als Schurke gezeichnet werden und die Sympathien des Publikums durch entsprechende Fokussierung wahlweise auf den Rächer oder das Racheopfer gelenkt werden.
In seinem Prototyp der Rachetragödie entwickelt Kyd zugleich ein Repertoire von Bühnenkonventionen wie etwa der Geistererscheinung, der Verkleidung des Rächers, der Hinauszögerung der Rache oder der Nutzung des Spiels im Spiel für die Demaskierung des Mörders bzw. den Vollzug der Rache.
Der prägende Einfluss von Kyds Grundtypus der Rachetragödie zeigt sich beispielsweise in zeitgenössischen Stücken wie William Shakespeares Titus Andronicus (uraufgeführt zwischen 1589 und 1592), John Marstons Antonio's Revenge (1599–1601), Thomas Middletons The Revenger’s Tragedy (1607) oder George Chapmans Revenge of Bussy d’Ambois (um 1610).
Ein Vorläufer für den gemeinsamen Auftritt des Geistes des Ermordeten und der allegorischen Figur der Rache am Anfang der Spanischen Tragödie findet sich in der Seneca zugeschriebenen antiken Tragödie Thyestes. Kyd zeigt sich in The Spanish Tragedie ebenso von weiteren Elementen aus Senecas Tragödien inspiriert, so etwa in seiner hochstilisierten sprachlichen Rhetorik des Dramas, den langen Selbstgesprächen oder den stichomythischen Dialogen, bringt aber im Gegensatz zu Seneca die vielen Blut- und Gräueltaten im Einklang mit der elisabethanischen Theaterpraxis unmittelbar zur Aufführung.
Als wohl bekannteste Rachetragödie, die typologisch nicht nur in ihrem zentralen Motiv, sondern auch in zahlreichen weiteren dramatischen Details von Kyds Werk beeinflusst wurde, gilt Shakespeares Hamlet: Die Titelfigur ist verpflichtet, den Mord am Vater zu rächen, der von seinem Bruder und jetzigen König getötet wurde. Als direktes Vorbild für Shakespeares Drama wird in der Forschung ein von Kyd verfasster, nicht überlieferter Ur-Hamlet vermutet. Trotz der erkennbaren Übernahme der konventionellen Elemente der Rachetragödie wie Racheauftrag, Verzögerung des Vollzugs, soziale Isolation des Protagonisten und Spannungsverhältnis zu den Mithandelnden verändert Shakespeare jedoch deren Anordnung und weist ihnen neue Funktionen zu. Der dramatische Fokus ist hier weniger auf die Wandlung des Protagonisten zum Rächer und die spektakuläre Racheausübung gerichtet, sondern primär auf die Präsentation eines sensiblen, reflektierenden Menschen, der einer emotionalen, moralischen und intellektuellen Belastungsprobe unterzogen wird, die ihn bis an den Rand seiner völligen psychischen Zerstörung führt.
In mehreren anderen Werken Shakespeares tritt die Rache als Nebenmotiv auf, so etwa in den Dramen Richard III, Romeo und Julia, Julius Caesar, Macbeth, Othello oder Coriolanus.

## Weiterentwicklung und abnehmende Popularität des Typus
In der Weiterentwicklung des Typus der Rachetragödie wird die Rache in nachfolgenden Bühnenwerken immer stärker mit didaktischer Absicht aus verschiedenen Perspektiven eindeutig verurteilt, beispielsweise in Thomas Middletons und William Rowleys A Fair Quarret (1616) oder Philip Massingers Fatal Dowry (1619). Zugleich werden verstärkt romanzenhafte Elemente mit dem Rachemotiv verwoben. Das dramatische Interesse an der Rache als konfliktbeladenem Problem nimmt ab; sie steht kaum noch als primäres Handlungsziel des Protagonisten im Mittelpunkt der Handlung. Stattdessen erscheint die Rache zunehmend als ein plausibles Motiv unter anderen zur Gestaltung des Beziehungsgefüges zwischen den Dramenfiguren, wobei die Rache als Handlungsmotiv verstärkt der Figur des Schurken zugeschrieben wird, durch den ein tragischer Handlungsablauf herbeigeführt werden kann.
Der renommierte Anglist und Literaturwissenschaftler Wolfgang Weiß führt das wachsende Desinteresse des Publikums an der konventionellen Rachetragödie darauf zurück, dass auch in den adligen Kreisen die private Rache in Form des Duells immer weiter durch einen strengen Kodex reglementiert und damit entschärft wurde, mithin keine Gefahr für die staatliche Rechtsausübung mehr darstellte. Darüber hinaus konnten laut Weiß die bürgerlichen Schichten, die aufgrund ihrer christlichen Ausrichtung wenig Verständnis für die Rache als Handlungsmotiv zeigten, ihre sozialen Normen und Wertvorstellungen immer selbstbewusster durchsetzen.